# Gottlob Friedrich Thormeyer
Gottlob Friedrich Thormeyer (Dresde, 23 octobre 1775 - 11 février 1842) est un architecte néoclassique allemand.

## Biographie
Thormeyer est né dans la paroisse protestante de Kreuzkirche, à Dresde. Il a commencé à étudier la peinture très jeune à l'Académie des beaux-arts de Dresde, sous la conduite de Giovanni Battista Casanova, mais il est passé à l'architecture en 1791. Il a eu pour professeurs Friedrich August Krubsacius et Gottlob August Hölzer (de). À partir de 1800, il a fait partie de l'équipe d'architectes de cour de l'Électorat de Saxe. Thormeyer a réalisé des vues célèbres de Dresde et de ses environs, notamment de la Cathédrale de Meissen, du Château de Pillnitz et de la Cathédrale de la Sainte-Trinité (en 1807). Beaucoup ont ensuite été gravées par Christian Gottlob Hammer. Il a participé à la construction de bâtiments néoclassiques dans les petites villes et les villages autour de Dresde, comme le Vorwerk de Großdrebnitz.

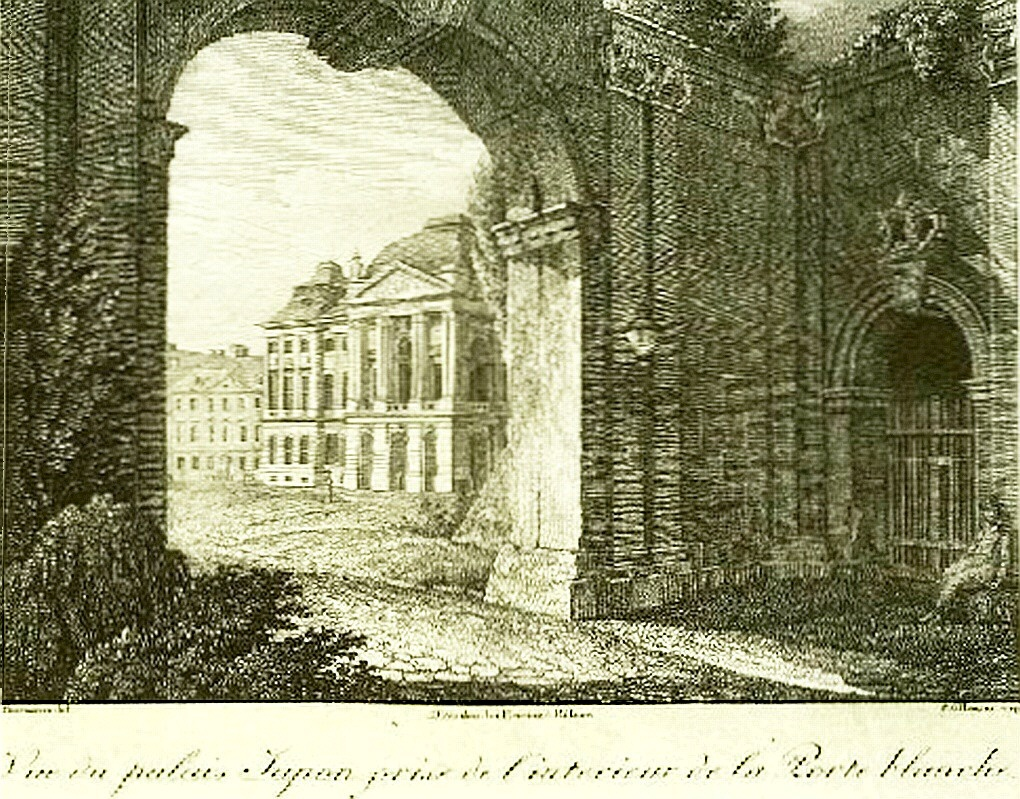
La porte blanche à Dresde.
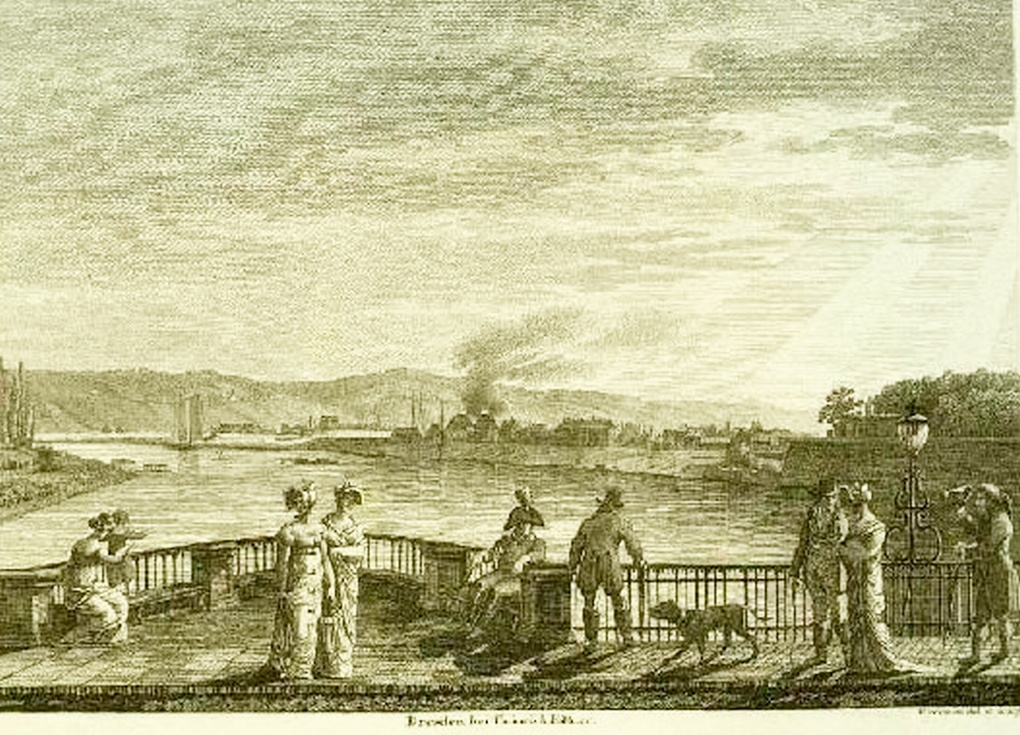
Vue de l'Elbe.
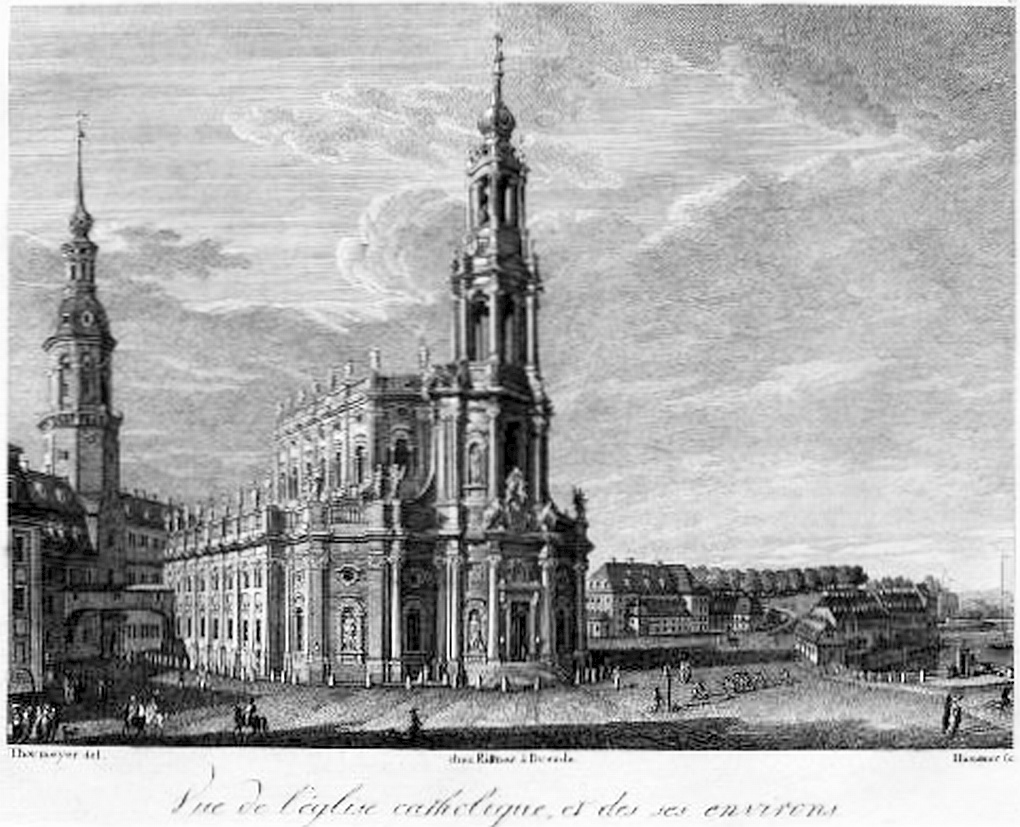
Cathédrale de la Sainte-Trinité de Dresde
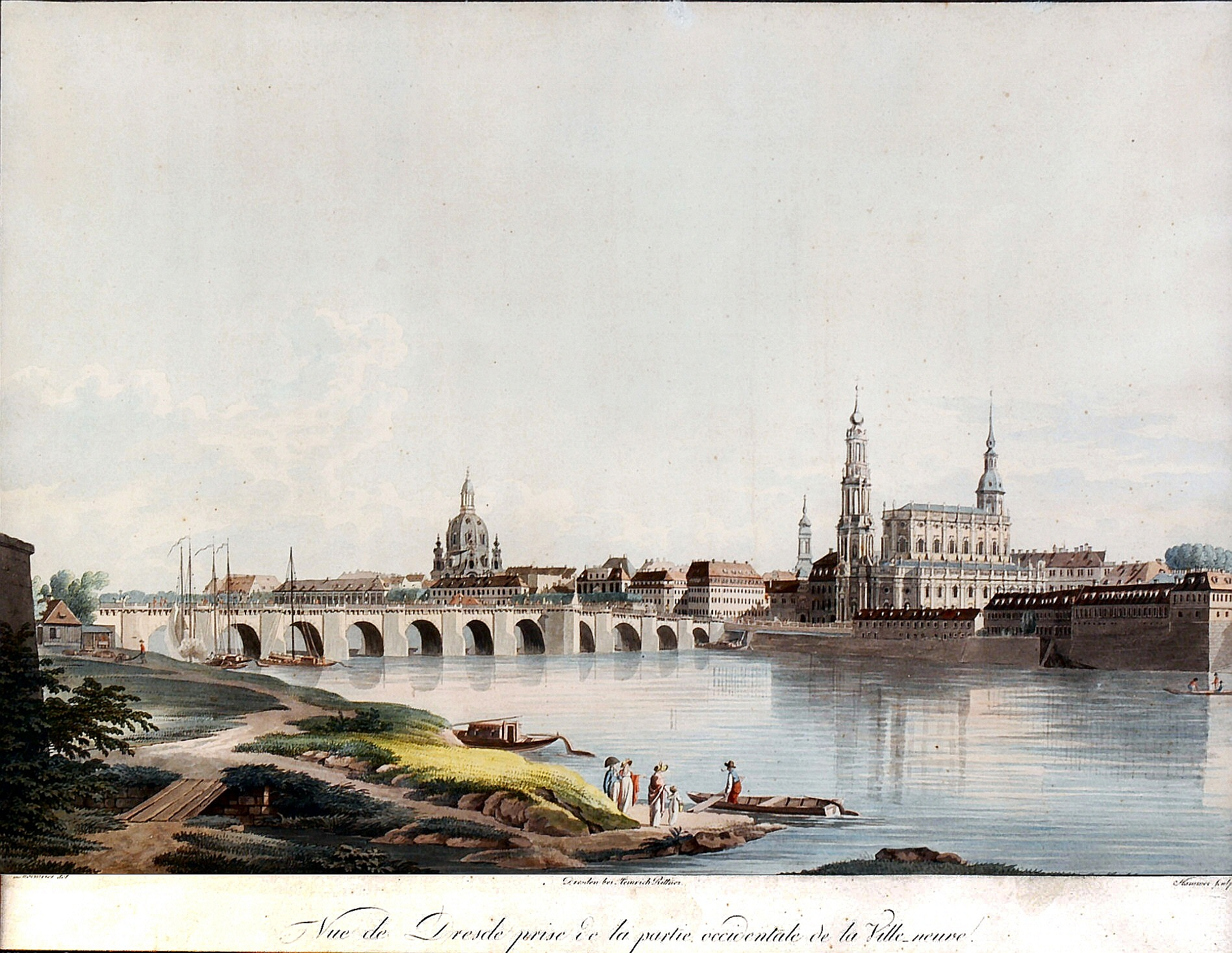
Dresde.

### Traces de la Guerre de la Sixième Coalition
Le roi Frédéric-Auguste Ier de Saxe a nommé Thormeyer architecte de la cour royale en 1812. Peu après, Thormeyer est parti en voyage d'étude, notamment en Suisse et en Italie, évitant ainsi toute implication directe dans la Guerre de la Sixième Coalition (1812-1814). Son portrait par Carl Christian Vogel von Vogelstein a été réalisé lors de son séjour à Rome en 1813. Beaucoup de ses œuvres sont cependant en rapport avec cette guerre :
- 1812 : gravure des décorations à l'occasion de la visite de Napoléon Ier à Dresde ;
- 1814 : conception de monuments en mémoire du général Moreau à Dresde et de Theodor Körner à Wöbbelin ;
- 1815 - 1818 : reconstruction de Bischofswerda, incendiée durant l'occupation française.

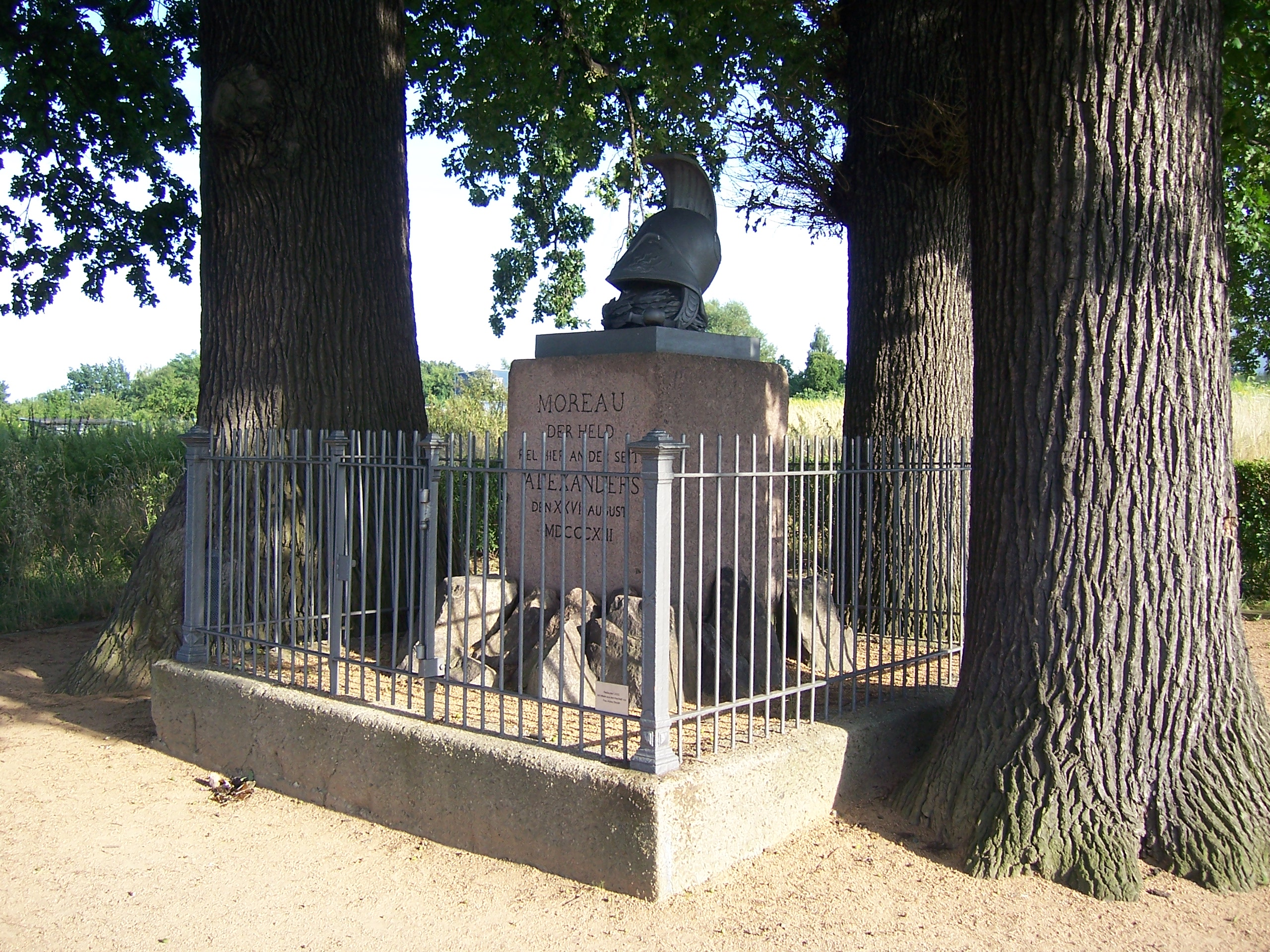
Monument du général Moreau.
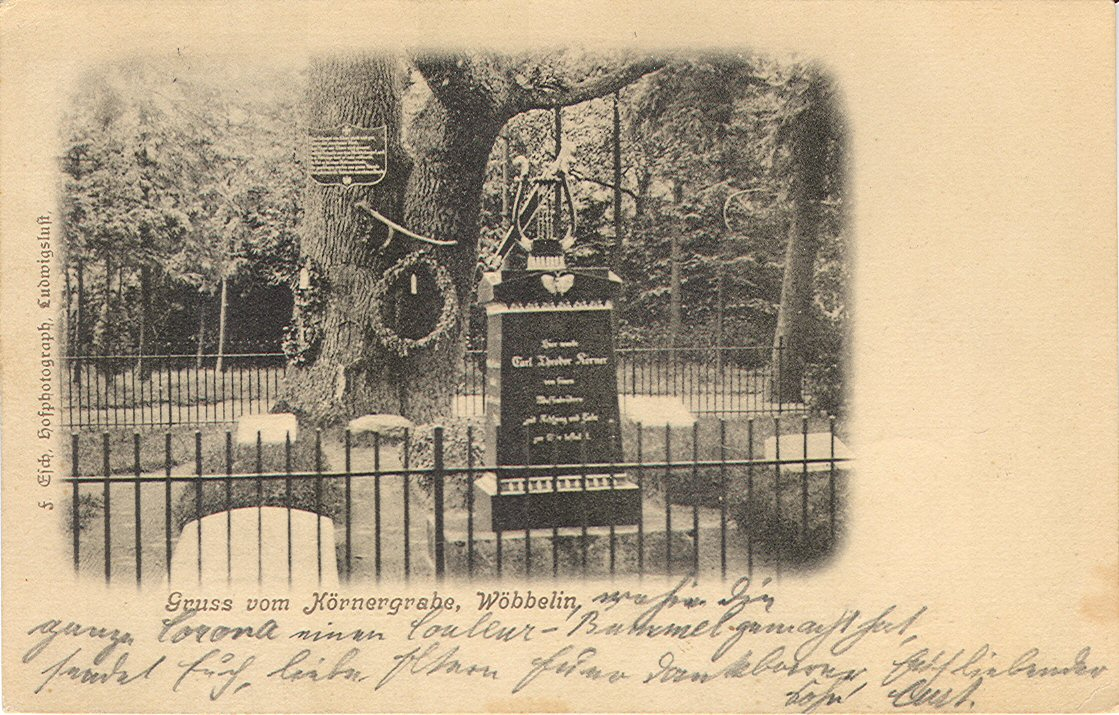
Monument de Theodor Körner.
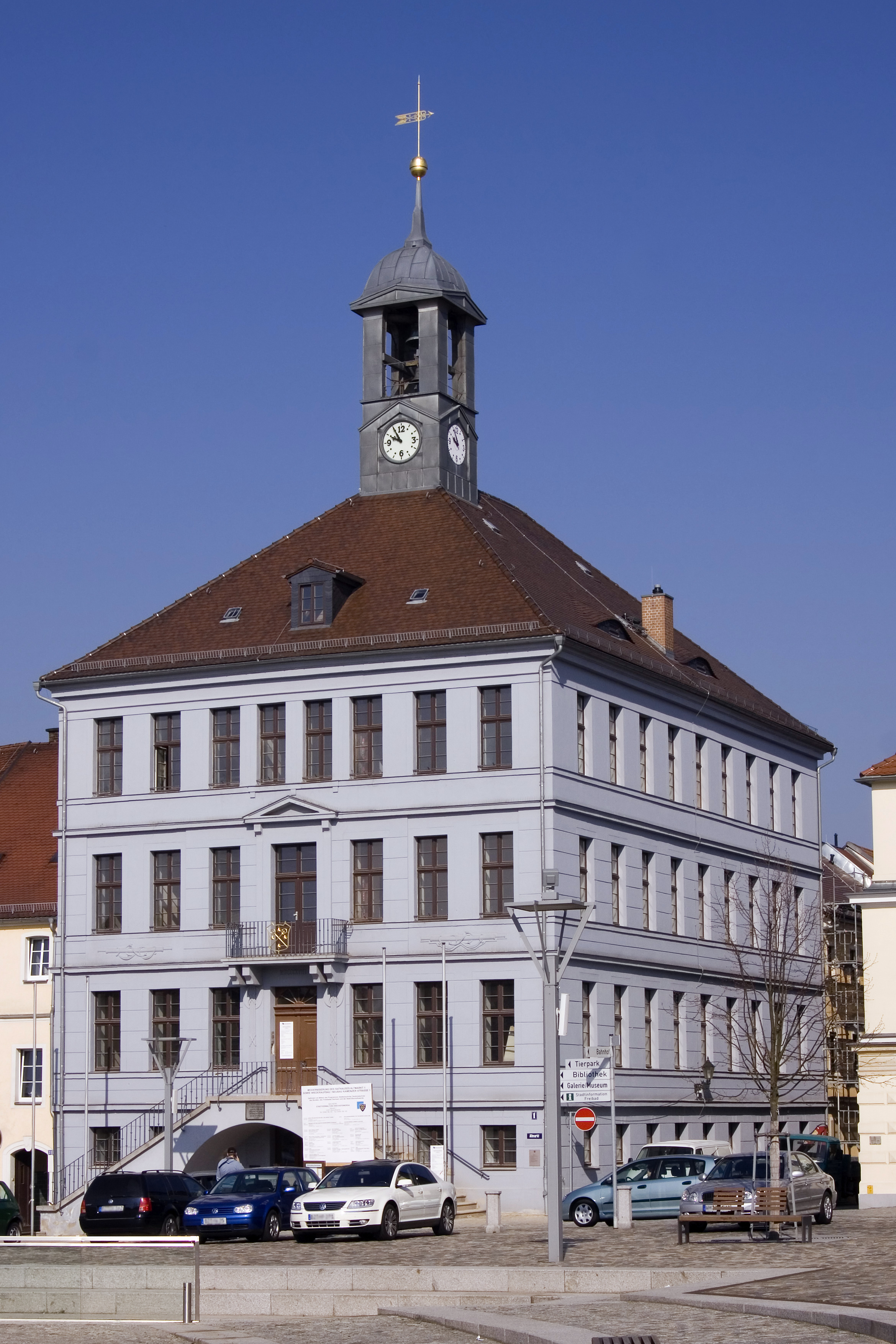
Hôtel de ville de Bischofswerda.
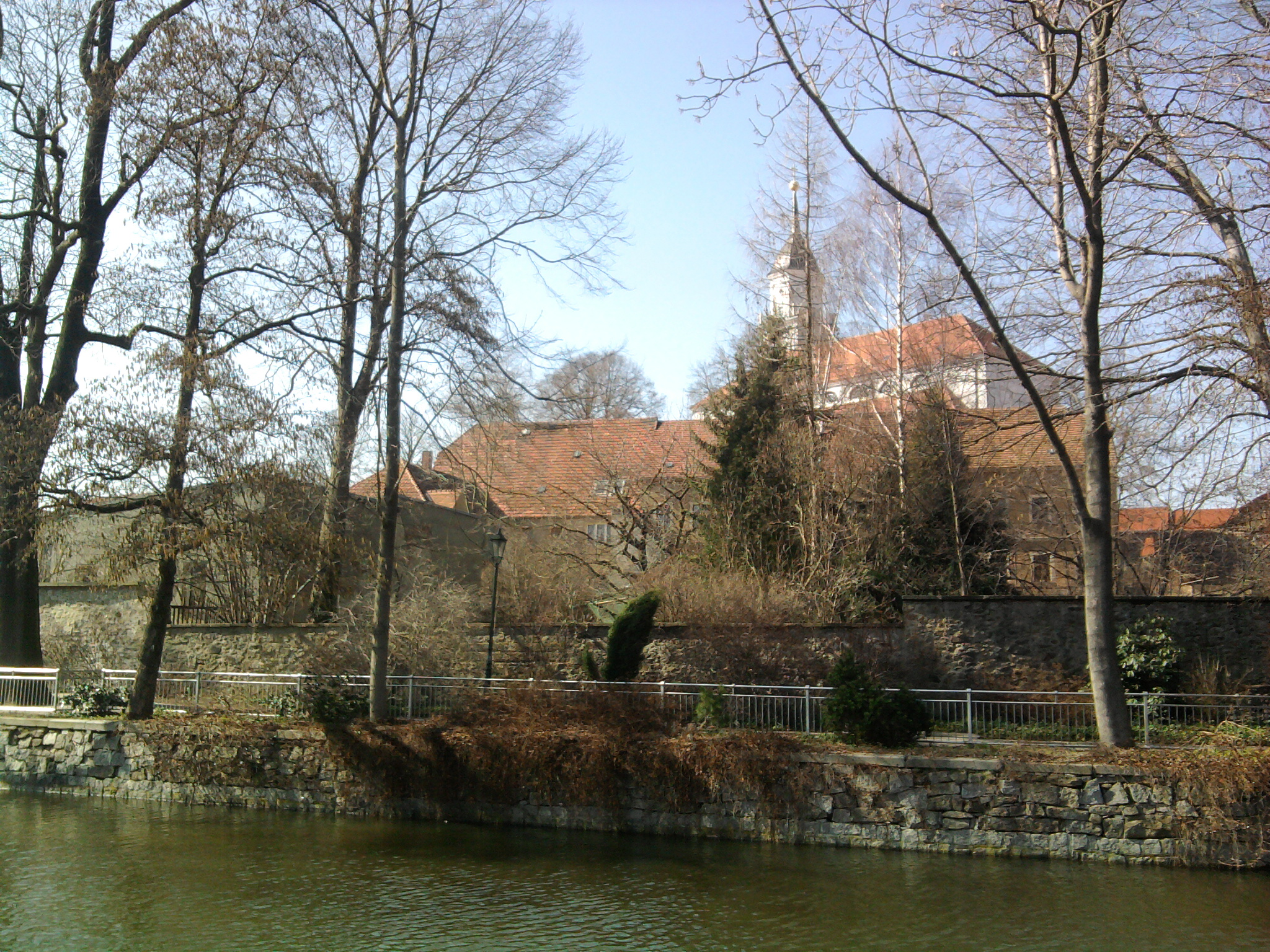
La Christuskirche (église du Christ) à Bischofswerda.

### Reconstruction de Dresde
Après la guerre, Thormeyer a dirigé la démolition des anciennes fortifications de Dresde en tant qu'architecte en chef. La reconstruction a été terminée en 1830, intégrant le centre-ville baroque à son voisinage et permettant l'expansion rapide de la ville au cours des décennies suivantes. En 1814, le gouverneur russe Nikolai Grigorjewitsch Repnin-Wolkonski lui a commandé les escaliers extérieurs menant à la Terrasse Brühl (en), prévus de longue date, qui sont considérés comme son chef-d'œuvre. Vers 1823, Thormeyer a construit la tour classissisante de l'Église Sainte-Anne de Dresde (de), une église de style baroque tardif. Il a aussi commencé un monument pour Frédéric-Auguste Ier de Saxe, finalement terminé par Ernst Rietschel.

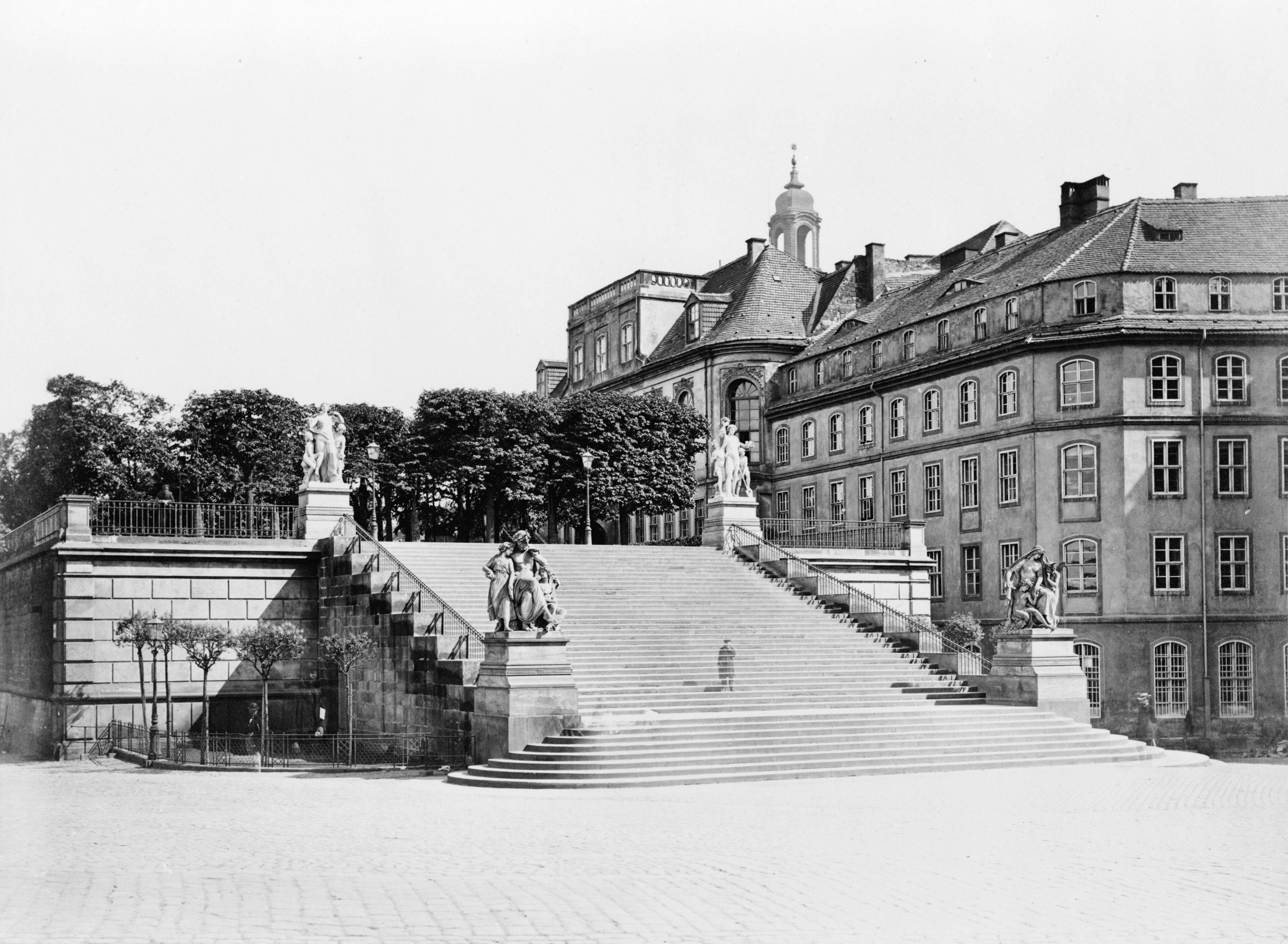
Escalier de la Terrasse Brühl (en) en 1880.
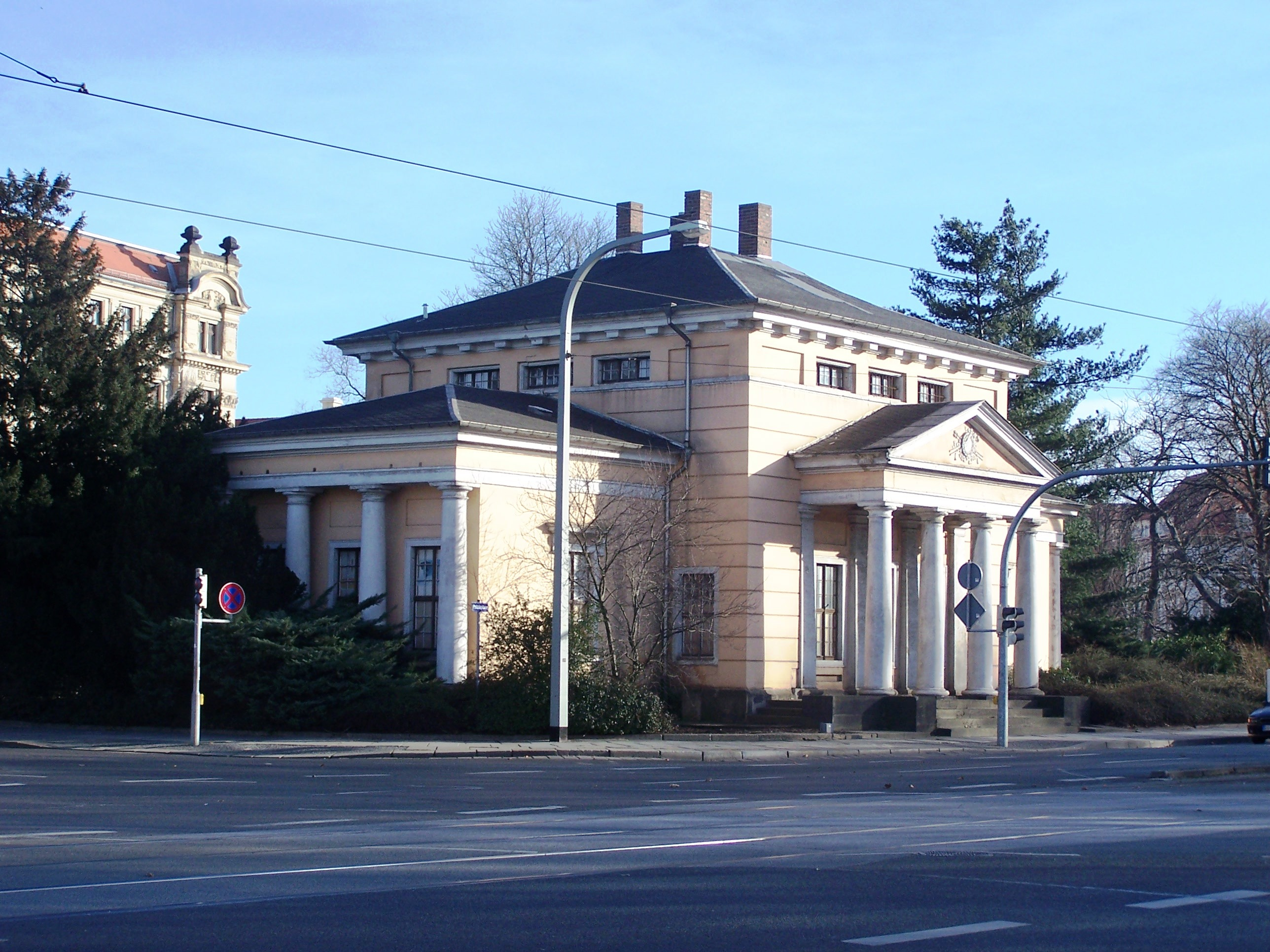
Le pavillon d'octroi (de) de Leipzig construit par Thormeyer (1827-1829).
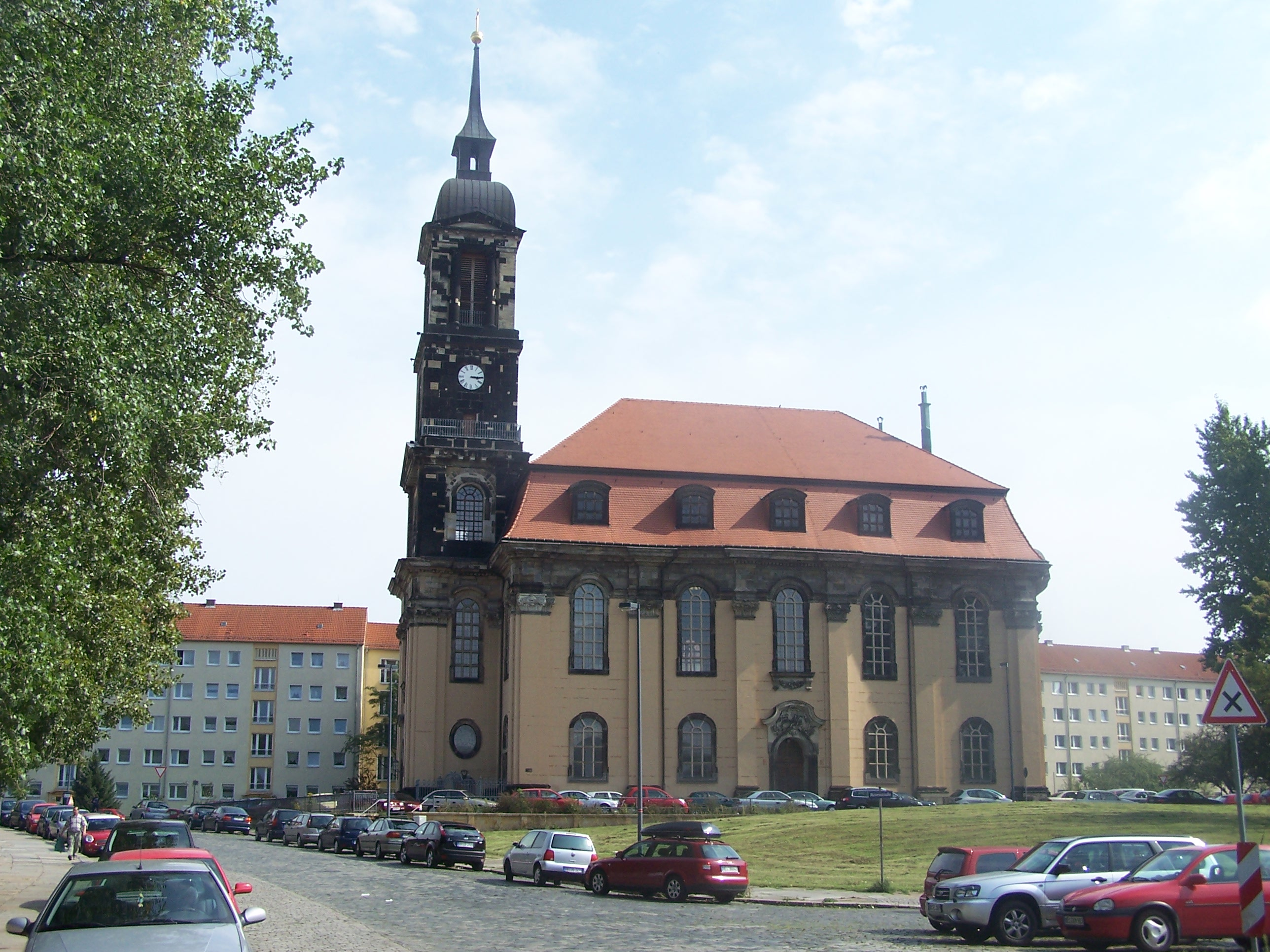
Église Sainte-Anne de Dresde (de).